# 坎普斯诺武斯
坎普斯诺武斯是巴西圣卡塔琳娜州的一个市镇。总面积1659.625平方公里，总人口32829人，人口密度19.8人/平方公里。